# Gen'ichi Ōno
Pour les articles homonymes, voir Ono et Ōno.
Gen'ichi Ōno est un joueur de shogi japonais né le 1er septembre 1911 à Tokyo dans le quartier de Taitō et mort le 14 janvier 1979.

## Biographie et carrière
Gen'ichi Ōno a été promu huitième dan en 1940 et neuvième dan en 1974.
Il disputa la finale pour le titre de Meijin en 1943 contre Yoshio Kimura.
En 1955, il remporta le tournoi Saikyo Shaketeisen (tournoi des 7e, 8e et 8e dan, ancêtre du tournoi Kio) en battant Yasuo Harada.